# Julia (bande dessinée)
Pour les articles homonymes, voir Julia.
Julia est une bande dessinée italienne (ou Fumetti) policière en noir et blanc, créée par Giancarlo Berardi et publiée mensuellement en Italie depuis 1998 par Sergio Bonelli Editore. Elle narre les aventures de Julia Kendall, une jeune criminologue américaine, dont le personnage est inspiré de l'actrice Audrey Hepburn, dont elle a la classe et l'élégance.

## Synopsis
La série est centrée sur Julia Kendall, une jeune criminologue de la ville fictive de Garden City située dans le New Jersey, aux États-Unis. Elle travaille à la fois en tant que professeur à l'Université de Hollyhock et en tant que consultante indépendante auprès de la police locale, les aidant à résoudre des crimes.
Les cas traités par Julia la mettent régulièrement dans une situation extrêmement dangereuse, ses compétences en psychologie et ses relations avec le département de police de Garden City la menant sur les traces de tueurs en série (surtout l'impitoyable Myrna Harrod, personnage récurrent de la série) et de criminels sans scrupules. D'autres cas l'impliquent dans des scénarios plus classiques de type « qui-l'a-fait ».
À ses côtés se trouvent le lieutenant Alan Webb et le sympathique sergent « Big » Ben Irving, ainsi que son ami le détective privé Leo Baxter.
Une caractéristique de la série est l'utilisation intensive du journal de Julia, où la protagoniste écrit ses pensées et ses impressions sur les cas, travaillant comme une narration à la première personne. Dans certains albums, la narration est faite par d'autres personnages de la série (comme Myrna Harrod ou le sergent Irving).

## Prix et récompenses
- 2000 : Prix Micheluzzi du meilleur scénariste italien à Giancarlo Berardi
- 2001 : Prix Micheluzzi de la meilleure série italienne
- 2009 : Prix Micheluzzi de la meilleure série de bande dessinée réaliste
- 2011 :  Prix Haxtur du meilleur scénario à Giancarlo Berardi ; de la meilleure couverture à Marco Soldi

### Pages connexes
- Fumetti